# Джина Роуландс
Джина Роуландс (на английски: Gena Rowlands) е американска актриса. 

## Биография
Джина Роуландс е родена на 19 юни 1930 година в Камбрия, Уисконсин. Майка ѝ е Мери Алън (Нийл), е домакиня, която по-късно работи като актриса под сценичното име Лейди Роуландс.  Баща ѝ е Едуин Мируин Роуландс, банкер и законодател на щата. Той е член на Прогресивната партия в Уисконсин и е от уелски произход.  Тя има брат Дейвид Роуландс.
През 1939 година семейството ѝ се премества във Вашингтон, окръг Колумбия, когато баща ѝ е назначен на длъжност в Министерство на земеделието на САЩ. След това в 1942 година се премества в Милуоки, Уисконсин, когато баща ѝ е назначен за управител на клон на Службата за администрация на цените.  По-късно семейството се премества в Минеаполис, Минесота. От 1947 до 1950 година тя посещава Уисконсински университет, където е популярна студентка, вече известна със своята красота. Докато е в колежа, тя е член на Капа Капа Гама (Kappa Kappa Gamma). Тя заминава за Ню Йорк, за да следва в Американската академия за драматични изкуства.

### Кариера
Нейната кариера в киното, театъра и телевизията продължава повече от шест десетилетия. Четирикратна носителка на „Еми“ и двукратна носителка на „Златен глобус“. Известна е със сътрудничеството си със съпруга си, актьора и режисьор Джон Касаветис в десет филма, включително „Жена под влиянието“ (1974) и „Глория“ (1980), които ѝ донасят номинации за „Оскар за най-добра женска роля“. Освен това тя печели „Сребърна мечка“ за най-добра актриса за „Откриваща вечер“ (1977). Известна е и с изпълненията си в „Друга жена“ на Уди Алън (1988) и филма на сина си Ник Касаветис „Тетрадката“ (2004) През ноември 2015 година Роуландс получава почетна награда на Академията като признание за уникалните си кино изпълнения.

### Личен живот
Роуландс е омъжена за Джон Касаветис от 9 април 1954 година до смъртта му на 3 февруари 1989 година. Запознават се в Американската академия в Карнеги Хол, където и двамата са студенти. Имат три деца, всички актьори-режисьори: Ник, Александра и Зоуи. След смъртта на Касаветис Роуландс се омъжва за пенсионирания бизнесмен Робърт Форест през 2012 година.
Роуландс заявява, че е фен на актрисата Бети Дейвис.

## Избрана филмография
| година | филм           | оригинално заглавие | роля               | режисьор       |
| ------ | -------------- | ------------------- | ------------------ | -------------- |
| 1984   | Любовни потоци | Love Streams        | Сара Лоусън        | Джон Касаветис |
| 1998   | Поли           | Paulie              | Айви               | Джон Робъртс   |
| 2004   | Тетрадката     | The Notebook        | Старата Али Калхун | Ник Касаветис  |